# Pańko Kozar
Pańko Kozar (ukr. Панько Козар, Pantelejmon Kozar, daty urodzenia i śmierci nieznane) – ukraiński działacz społeczny, rolnik ze wsi Bojaniec, poseł do austriackiego Sejmu Ustawodawczego w latach 1848-1849 z okręgu Żółkiew.